# Chapmans breedbektiran
De Chapmans breedbektiran (Ramphotrigon fuscicauda) is een zangvogel uit de familie Tyrannidae (tirannen). De Nederlandse naam verwijst naar de Amerikaanse ornitholoog Frank Michler Chapman die in 1925 deze vogel geldig heeft beschreven.

## Verspreiding en leefgebied
Deze soort komt voor van het uiterste zuidoosten van Colombia tot noordelijk Bolivia en zuidwestelijk Brazilië (Mato Grosso).

## Status
De grootte van de populatie is niet gekwantificeerd maar de soort wordt omschreven als vrij algemeen. Op de Rode lijst van de IUCN heeft deze soort de status niet bedreigd.